# Portada/article novembre 20

## Pa
El pa és un aliment bàsic que forma part de la dieta tradicional a Europa, l'Orient Mitjà, l'Índia i Amèrica. S'acostuma a preparar mitjançant l'enfornat d'una massa elaborada fonamentalment amb farina de cereals com el blat, sal i aigua. La barreja, algunes vegades, acostuma a contenir llevats perquè fermenti la massa i sigui més esponjosa i tendra.